# Bromuro
Lo ione bromuro (formula chimica Br−) è lo ione di bromo con numero di ossidazione −1, cioè un atomo di bromo carico negativamente con un elettrone. I sali che contengono uno ione di questo tipo vengono detti bromuri. Ha una massa molecolare pari a circa 79,9 g/mol.
Lo ione bromuro è presente tipicamente nell'acqua marina con una concentrazione di circa 65 mg/L, che è lo 0,2% di tutti i sali disciolti.
Un indicatore per i bromuri è l'aggiunta di acido nitrico e nitrato d'argento: se lo ione è presente, si formerà un denso precipitato, che scomparirà con l'aggiunta di ammoniaca concentrata.

## Biologia
Lo ione bromuro è necessario al granulocita eosinofilo, un globulo bianco specializzato nella distruzione dei parassiti multicellulari, che lo usa per generare composti del bromo nocivi per questi parassiti.

## Utilizzo medico
Vari bromuri, specialmente il bromuro di potassio, e anche derivati dell'urea tra i quali l'acecarbromale, sono stati utilizzati frequentemente come sedativi nel XIX secolo e nei primi anni del XX secolo.

### Epilessia
In particolare Sir Charles Locock verso la metà del XIX secolo sperimentò il bromuro di potassio su 14 donne affette da epilessia: i risultati furono molto buoni e da allora venne largamente usato come antiepilettico, fino a quando non fu sostituito dal fenobarbital.

### Gastroenterologia
Il pinaverio bromuro viene utilizzato nei disordini motori dell'apparato digerente, come le discinesie esofagee e biliari, la sindrome del colon irritabile e le altre colonpatie funzionali.

### Pneumologia
Vi sono anche composti ad uso topico, come l'ipratropio bromuro, utilizzati contro l'asma e la broncopneumopatia cronica ostruttiva. In questo caso viene nebulizzato o somministrato in forma di aerosol; la sostanza fondamentale è costituita dall'atropina.